# Снежка
Сне́жка (чеш. Sněžka, пол. Śnieżka, нем. Schneekoppe) — гора в массиве Крконоше, на границе Польши и Чехии. Высота вершины — 1603 м, это самая высокая точка Крконош, Судет и Чехии Северный склон находится в Польше, южный — в Чехии, по вершине проходит граница между странами. Гора сложена сланцами. Склоны покрыты лесами, горными лугами и каменными россыпями. Граница леса находится на высоте 1250-1350м.
Название горы идёт от отмеченного в XVII в. местного названия массива Крконоше — Снежные горы (чеш. Sněžné hory). Нынешнее чешское название Sněžka («Снежная») было принято в 1823 году.
До этого гора носила название Sněžovka (с тем же значением), а ещё раньше — Pahrbek Sněžný («Снежный холм»).
Первое зафиксированное немецкое название горы — Riseberg («гигантская гора») упоминается Георгием Агриколой в 1546 году, затем гора носила названия Riesenkoppe («гигантская вершина») и, наконец, нынешнее название Schneekoppe («снежная вершина»).
Первое упоминание восхождения на вершины Снежки относится к 1456 году, когда на гору поднялся неизвестный венецианский купец в поисках драгоценных камней. Вскоре были основаны несколько поселений шахтёров, добывающих в недрах горы медь, железо и мышьяк. Штольни, общей длиной до 1,5 км, сохранились до наших дней.
На горе расположен популярный горнолыжный курорт с канатной подвесной дорогой, идущей к вершине от расположенного у подножия городка Пец-под-Снежкой. Катание на лыжах со Снежки возможно в течение 5-6 месяцев в году, вершина покрыта снегом до 7 месяцев в году. Работает 22 подъёмника двух типов, которые обслуживают до 7500 человек в час.